# Super Prestige Pernod 1981
De Super Prestige Pernod 1981 was de 23e editie van dit regelmatigheidsklassement in het wielrennen. Ten opzichte van vorig jaar bleef de kalender vrijwel hetzelfde: alle wedstrijden die vorig jaar meetelden leverden ook in 1981 punten op. Daarnaast werd ook Parijs-Brussel (voor het eerst sinds 1978) weer toegevoegd aan de kalender. Hierdoor telden er dit jaar in totaal 25 koersen mee voor de Super Prestige Pernod.
Tourwinnaar Bernard Hinault won het eindklassement voor de derde maal in successie. De Fransman won dit jaar het Critérium du Dauphiné Libéré voor de derde maal, waarmee hij mede-recordhouder werd. Ook was hij de beste in de Amstel Gold Race en Parijs-Roubaix, waarin hij Roger De Vlaeminck naar de tweede plek verwees. De Vlaeminck eindigde ook in Milaan-Sanremo en Gent-Wevelgem als tweede. Hoewel hij slechts een wedstrijd won (Parijs-Brussel) eindigde De Vlaeminck mede door die tweede plaatsen toch als tweede in het eindklassement. Het was de vierde (en laatste) keer dat De Vlaeminck tweede werd in de Super Prestige Pernod, maar het eindklassement zou hij nooit winnen. Jan Raas eindigde dit jaar in de eindstand als derde.
Herman Vanspringel was voor de zevende en laatste keer de sterkste in Bordeaux-Parijs; een record dat bleef staan tot en met de laatste editie van deze koers in 1988. Aan deze overwinningen had Vanspringel ook zijn bijnaam Monsieur Bordeaux-Paris te danken. Behalve de Super Prestige Pernod werden er nog twee andere prijzen uitgereikt: de Prestige Pernod voor Franse renners en de Promotion Pernod voor Franse renners onder de 25 jaar.

## Wedstrijden
| Datum           | Koers                               | Winnaar              |
| --------------- | ----------------------------------- | -------------------- |
| 11–18 maart     | Parijs-Nice (1981)                  | Stephen Roche        |
| 14–19 maart     | Tirreno-Adriatico (1981)            | Francesco Moser      |
| 21 maart        | Milaan-San Remo (1981)              | Fons De Wolf         |
| 2 april         | Amstel Gold Race (1981)             | Bernard Hinault      |
| 5 april         | Ronde van Vlaanderen (1981)         | Hennie Kuiper        |
| 8 april         | Gent-Wevelgem (1981)                | Jan Raas             |
| 12 april        | Parijs-Roubaix (1981)               | Bernard Hinault      |
| 17 april        | Waalse Pijl (1981)                  | Daniel Willems       |
| 19 april        | Luik-Bastenaken-Luik (1981)         | Josef Fuchs          |
| 1 mei           | Rund um den Henninger-Turm (1981)   | Jos Jacobs           |
| 3 mei           | Kampioenschap van Zürich (1981)     | Beat Breu            |
| 5–9 mei         | Vierdaagse van Duinkerke (1981)     | Bert Oosterbosch     |
| 21 april–10 mei | Ronde van Spanje (1981)             | Giovanni Battaglin   |
| 5–10 mei        | Ronde van Romandië (1981)           | Tommy Prim           |
| 17 mei          | Bordeaux-Parijs (1981)              | Herman Vanspringel   |
| 25 mei–1 juni   | Critérium du Dauphiné Libéré (1981) | Bernard Hinault      |
| 13 mei–7 juni   | Ronde van Italië (1981)             | Giovanni Battaglin   |
| 10–14 juni      | Grand Prix du Midi Libre (1981)     | Jean-René Bernaudeau |
| 10–19 juni      | Ronde van Zwitserland (1981)        | Beat Breu            |
| 25 juni–19 juli | Ronde van Frankrijk (1981)          | Bernard Hinault      |
| 30 augustus     | Wereldkampioenschap in Praag (1981) | Freddy Maertens      |
| 23 september    | Parijs-Brussel (1981)               | Roger De Vlaeminck   |
| 27 september    | Grote Landenprijs (1981)            | Daniel Gisiger       |
| 11 oktober      | Grote Herfstprijs (1981)            | Jan Raas             |
| 17 oktober      | Ronde van Lombardije (1981)         | Hennie Kuiper        |

## Eindklassementen

### Individueel
| Plek | Renner             | Punten |
| ---- | ------------------ | ------ |
| 1    | Bernard Hinault    | 325    |
| 2    | Roger De Vlaeminck | 185    |
| 3    | Jan Raas           | 155    |
| 4    | Fons De Wolf       | 153    |
| 5    | Hennie Kuiper      | 141    |
| 6    | Giovanni Battaglin | 130    |
| 7    | Josef Fuchs        | 110    |
| 7    | Giuseppe Saronni   | 110    |
| 9    | Tommy Prim         | 105    |
| 10   | Beat Breu          | 100    |

- Prestige Pernod: Bernard Hinault
- Promotion Pernod: Francis Castaing

1959 · 1960 · 1961 · 1962 · 1963 · 1964 · 1965 · 1966 · 1967 · 1968 · 1969 · 1970 · 1971 · 1972 · 1973 · 1974 · 1975 · 1976 · 1977 · 1978 · 1979 · 1980 · 1981 · 1982 · 1983 · 1984 · 1985 · 1986 · 1987